# Štefan Krčméry
Štefan Krčméry (Mošovce, 26 dicembre 1892 – Pezinok, 17 febbraio 1955) è stato un poeta, critico letterario e traduttore slovacco fu segretario della Matica slovenská e fu uno dei sottoscrittori della dichiarazione di Martin del 30 ottobre 1918; scrisse anche con gli pseudonimi di Eška, Ján Jesom e  Ujo Štefan.

## Biografia
Nacque da Miloslav Krčméry, un pastore evangelico, a suo volta figlio di August Horislav Krčméry, un esponente della cerchia di Ľudovít Štúr, e dalla moglie Oľga, nata Petianová. Frequentò la scuola popolare di Jasenová, quindi il ginnasio di Banská Bystrica (1903-1907), il liceo evangelico di Presburgo, l'odierna Bratislava (1907 – 1911) e fra il 1911 e il 1915 studiò teologia evangelica nella stessa città. Per breve tempo prestò servizio come cappellano a Krajné e a Bratislava, ma in seguito abbandonò la vocazione del pastore evangelico e si impegnò nella critica letteraria, come pubblicista, poeta, storico, teoretico e organizzatore della vita culturale ed educativa. 
Fra il 1918 e il 1919 fu redattore di Národné noviny e anche caporedattore di Slovenské pohľady, nonché segretario della ristabilita Matica slovenská. 
Fra il 1920 e il 1921 si recò a Parigi con la moglie Hela per un soggiorno di studio, dopo il suo ritorno in patria riprese il suo incarico di segretario della Matica slovenská e di redattore del rinnovato Slovenské pohľady (1922 – 1932), di Knižnica Slovenských pohľadov e temporaneamente anche di Slovenský ochotník, Naše divadlo, Včielka e altri giornali. Nel 1930 fu per tre mesi a Praga, e all'Università Carolina ottenne il dottorato. 
Nell'autunno del 1931 si manifestarono problemi psichici, che nell'anno seguente sfociarono in una grave malattia psichica, la schizofrenia. Alla fine del 1932 abbandonò la redazione di Slovenské pohľady e nel 1933 si dimise definitivamente dall'incarico di segretario della Matica slovenská. Non smise invece l'attività letteraria. Fu anche membro di diverse istituzioni culturali come la Matica hrvatska, la Félibrige provenzale, la Matica srpska). Visse in diverse città, dopo il 1949 e fino alla morte fu in cura a Pezinok. Fu dapprima sepolto a Bratislava, ma nel 1990 i suoi resti furono traslati al Cimitero nazionale di Martin.
Della vita e dell'opera di Štefan Krčméry fu tratto un documentario nel 2000, di cui fu regista Fedor Bartko e scenografo Ondrej Bartko.

## Attività
Le sue prime pubblicazioni risalgono al 1913, contribuì in seguito a diversi giornali (Slovenské pohľady, Dennica, Živena, Národné noviny, Mladé Slovensko e altri). La sua prima raccolta di poesie uscì nel 1920 con il titolo Keď sa sloboda rodila ("Quando nacque la libertà"). Oltre al realismo critico fece ricorso anche ad elementi del simbolismo, si ispirò a Pavol Országh Hviezdoslav e agli scrittori del circolo di Ľudovít Štúr, ma anche ai poeti romantici europei. La sua opera prosegue nel solco del modernismo slovacco, ma è anche in relazione alla poesia romantica. Si dedicò alla composizione di liriche patriottiche e d'amore, ma anche spirituali. Nelle sue poesie ricorrono spesso i simboli del buio e della luce, ma ha anche una valenza simbolica l'ambientazione nelle montagne scure, che esprime il senso del destino fatale dell'uomo, inevitabile e ineluttabile. 
Nel suo lavoro in prosa ha incorporato immagini liriche e riflessioni in confessioni personali sotto forma di lettere alla sua futura moglie.
La sua opera teorica più importante è la sua storia della letteratura slovacca in due volumi intitolata 150 rokov slovenskej literatúry ("I 150 anni della letteratura slovacca"), in cui presenta le personalità principali e secondarie del XVIII e del XIX secolo. Pubblicò inoltre una moltitudine di studi e di articoli sulla letteratura, sull'arte e sulla cultura su giornali e riviste slovacchi, di straordinario merito sono quelli apparsi su Slovenské pohľady (1922-1932), rivista letteraria intorno a cui seppe raccogliere quasi tutti gli autori affermati ed esordienti.
Come segretario della Matica slovenská si dedicò all'organizzazione delle sezioni scientifica e artistica, nell'ambito del coordinamento dei teatri dilettantistici slovacchi e delle filiali locali, diede impulso alle attività teatrali ed educative in tutta la Slovacchia. 
Si dedicò anche alla traduzione di poesie dall'ungherese, dal tedesco, dal francese, e da altre lingue slave. Nella sua traduzione pubblicò in ungherese un'antologia di poesie slovacche.

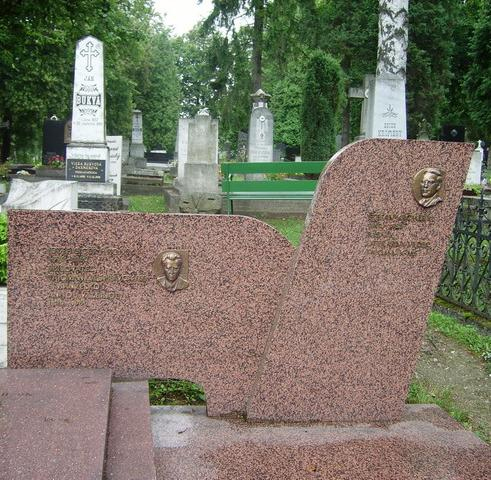
La tomba di Štefan Krčméry al Cimitero nazionale di Martin.

## Opere

### Poesia
- 1920 – Keď sa sloboda rodila ("Quando nacque la libertà"), contiene poesie patriottiche, in cui esalta la nascita della Cecoslovacchia
- 1929 – Herbárium ("Erbario"), contiene liriche personali, in cui esprime un'intima tristezza e l'incertezza per l'incipiente malattia
- 1930 – Piesne a balady ("Canzoni e ballate"), segna il ritorno alla poesia štúriana con il sistema metrico sillabico
- 1932 – Slovo čisté ("Una chiara parola"), composizione poetica
- 1944 – Pozdrav odmlčaného básnika ("Saluto di un poeta ammutolito"), raccolta di memorie e riflessioni

### Prosa
- 1932 – Oslobodenie ("Liberazione"), prosa poetica sulla vita patriottica e la vita della Slovacchia post-rivoluzionaria
- 1957 – Zimná legenda ("Leggenda invernale"), ciclo di prose e racconti
- 1972 – Ty a Ja ("Tu e Io"), prose, riflessioni, racconti e poesie, in forma di lettere alla sua futura moglie Hela Karlovska

### Saggistica
- 1920 – Prehľad dejín slovenskej literatúry a vzdelanosti ("Introduzione alla storia della letteratura e della civiltà slovacche")
- 1927 – Moyses a Kuzmány ("Moyses e Kuzmány")
- 1928 – Ľudia a knihy ("Gente e libri"), ritratto popolare delle principali personalità della letteratura slovacca del XIX e XX secolo
- 1936 – Zo slovenskej hymnológie ("Dall'innologia slovacca"), pubblicazione commemorativa in occasione del 300º anniversario della pubblicazione del canzonale Cithara sanctorum di Juraj Tranovský
- 1943 – Stopäťdesiat rokov slovenskej literatúry ("I 150 anni della letteratura slovacca")
- 1976 – Dejiny literatúry slovenskej ("Storia della letteratura slovacca"), in cui tratteggia le personalità della letteratura dall'epoca della Grande Moravia fino all'indipendenza cecoslovacca

### Altre opere
- 1925 – Anthológia szlovák kőltőkből ("Antologia della poesia slovacca") in ungherese
- 1925 – Salome, traduzione in versi del dramma di Oscar Wilde
- 1944 – Z cudzích sadov ("Dai giardini stranieri"), traduzioni di poesie europee moderne
- 1975 – Estetické reflexie ("Riflessioni estetiche")

### Articoli
- 1922 – Slovensko a jeho život literárny ("La Slovacchia e la sua vita letteraria")
- 1924 – Literárne snahy slovenské ("Le aspirazioni letterarie slovacche")
- 1926 – O možnostiach rozvoja slovenskej literatúry ("Sulle possibilità di sviluppo della letteratura slovacca")
- 1931 – Prozódia štúrovských básnikov ("Prosodia dei poeti štúriani")
- 1932 – Melódia vety a prízvuk v slovenčine ("Melodia della frase e dell'accento in slovacco")
- 1935 – Estetika krás prírodných ("Estetica delle bellezze naturali")

### Antologie
- 1977 – Román bez konca ("Romanzo senza fine"), raccolta di prose liriche e intimistiche